# Harun

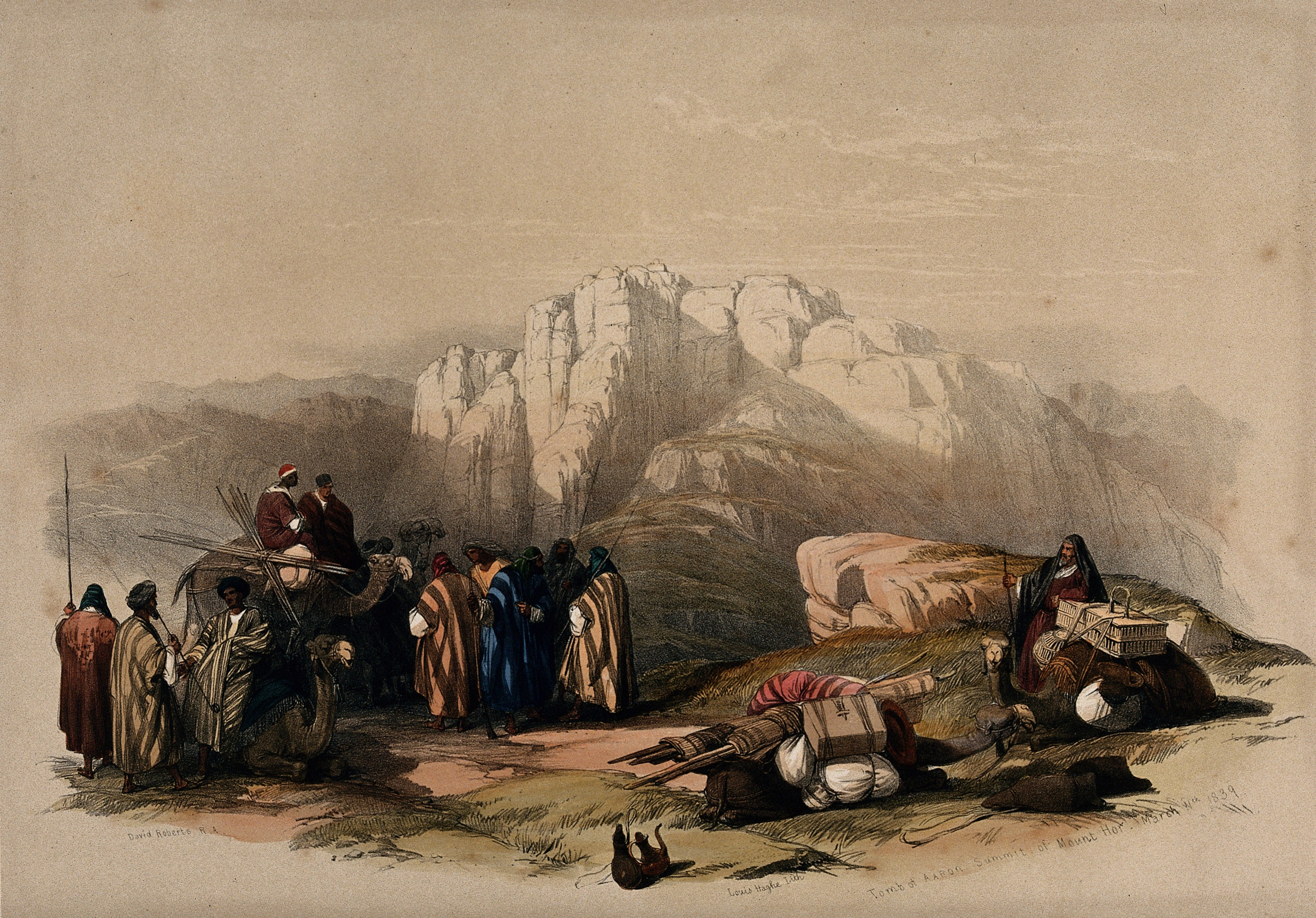
Reisende am Wallfahrtsort des Propheten Aron auf dem biblischen Berg Hor, der dem Dschabal Harun in Jordanien entsprechen soll. Kolorierte Lithografie von Louis Haghe, 1849.

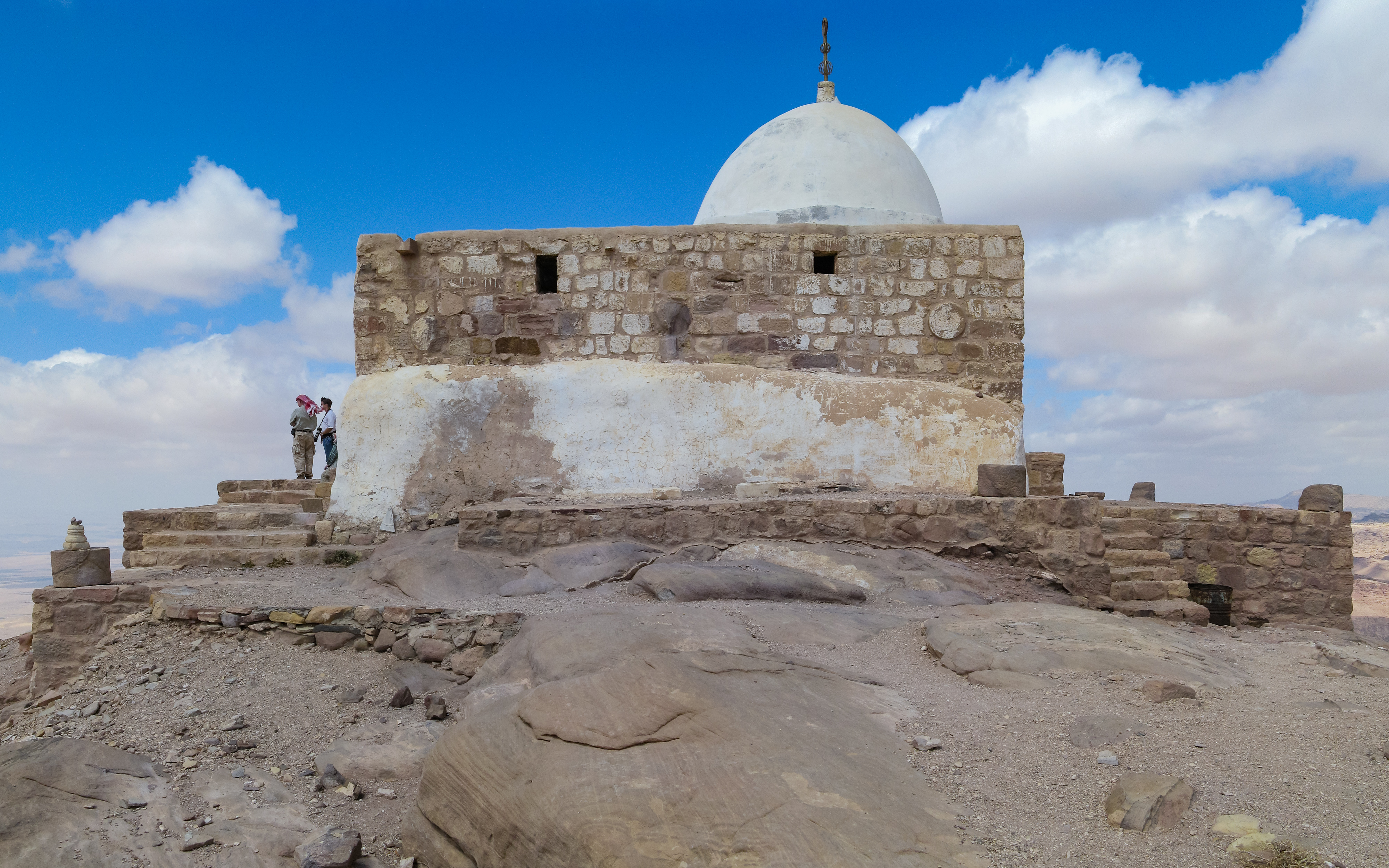
Qubba für Harun auf der gleichnamigen Bergspitze beim jordanischen Petra

Harun (arabisch هارون, DMG Hārūn) entspricht dem biblischen Aaron (hebräisch Aharon). Er ist einer der Propheten des Islam. 
Harun ist der ältere Bruder des Propheten Musa (Mose) und Sohn des Imran. Nach koranischer Vorstellung wurde Musa zusammen mit Harun von Allah (Gott) zum Volk Israel gesandt, um es von der Tyrannei des Pharao zu befreien. Musa sagt von seinem Bruder, dass dieser ein besserer Redner sei als er.
Wichtige Belegstellen für Harun sind im Koran die Verse 7:142.150; 20:30.71.90.92; 25:35; 26:48; 28:34 und 37:114.120. Weitere Nennungen erfolgen in 2:248; 4:163; 6:84; 7:122; 10:75; 19:28.54; 21:48 und 23:45.
Sein angebliches Grabmal (Qubba) liegt auf der Spitze eines Felsberges einige Kilometer südwestlich von Petra in Jordanien. Der Dschabal Harun, auch Dschabal Hārūn, Djebel Haroun, Berg Hor, ist ein Pilgerziel.
Einer der bekanntesten Träger seines Namens ist der fünfte Kalif der Abbasiden Hārūn ar-Raschīd (um 763–809).